# 蘭亭集序天曆本

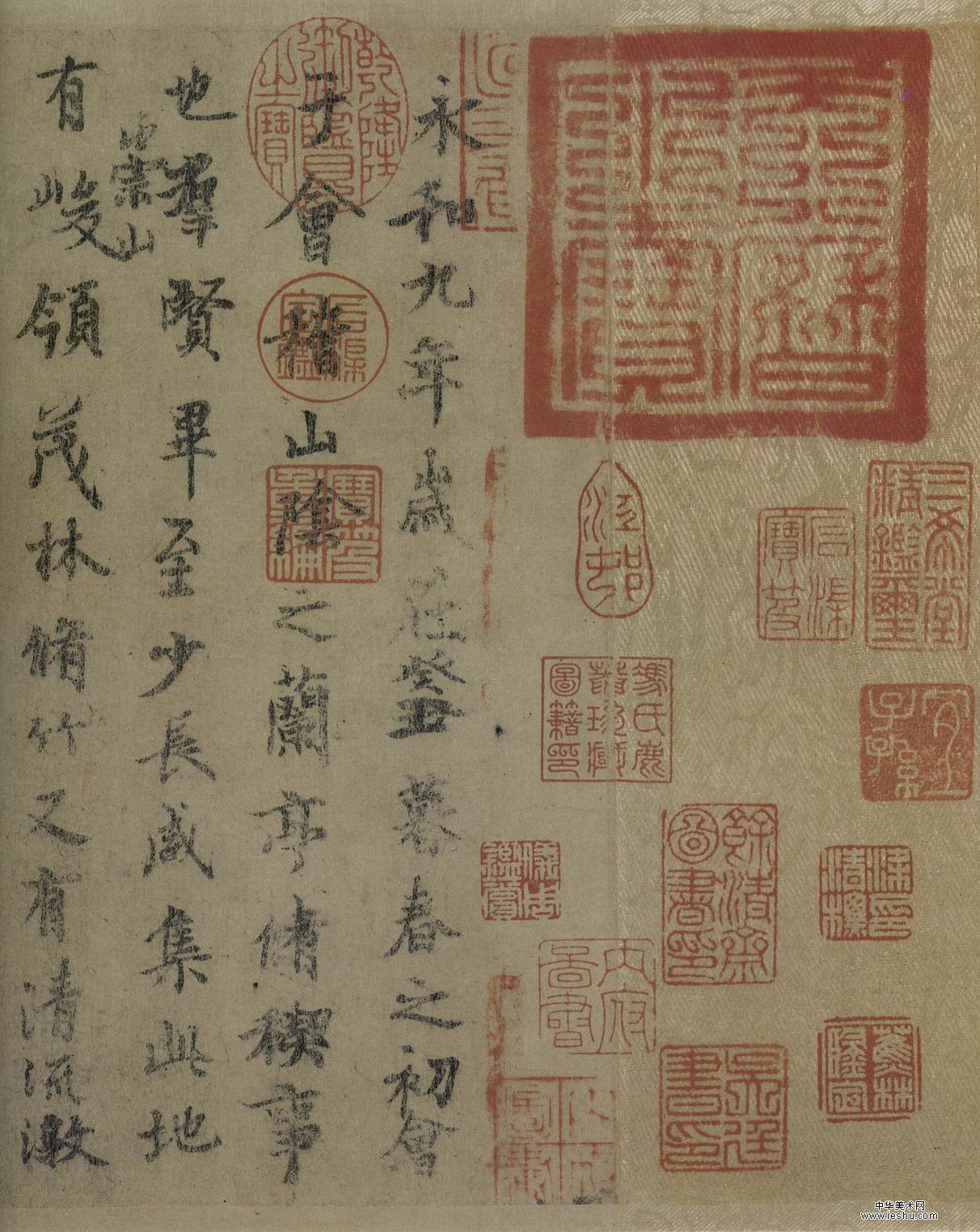
卷首鈐「天曆之寶」印

《蘭亭集序天曆本》，又名「虞摹蘭亭序」，是《蘭亭集序》的唐朝虞世南勾摹本，一些字有明顯勾筆痕跡。直到明朝，《天曆本》一直被認為是褚遂良摹本（如米芾詩題本）。該本現藏于北京故宫博物院。
卷中共有宋、明、清諸家題跋、觀款17則，鈐印104方，另有半印5方。

## 名稱
由於歷來受到較多關注，《蘭亭集序天曆本》有較多別名：
- 因有元天曆內府藏印「天曆之寶」[2]，故稱「天曆本」。[1][3]
- 此本於元文宗天曆年間由張金介奴進獻，畫心後拼紙下題「臣張金界奴上進」，故又名「張金界奴本」。[1]
- 後來，董其昌在題跋中認為「似永興所臨」，故又稱作「虞世南摹本」[1]，該版本也因此被認為是虞世南所作。[3]

## 考證
《蘭亭集序天曆本》用兩紙拼接，各14行，排列較松勻，與石刻「定武本」相近，但點畫則與褚遂良摹本（米芾詩題本）相近，較圓轉，少銳利筆鋒。據考證，此本應該是唐朝輾轉翻摹之古本。

## 影響
《天曆本》是唐《蘭亭集序》五大摹本之一，被認為是「最能体现兰亭意韵的摹本」。

### 收藏者
下列是《蘭亭集序天曆本》的部分收藏者：
- （南宋）宋高宗紹興內府
- （元）元文宗天曆內府
- （明）楊士述
- （明）吳治
- （明）董其昌
- （明）茅止生
- （明）楊宛
- （明清）馮銓
- （清）梁清標
- （清）安岐
- （清）乾隆內府
- （共和國）北京故宮博物院

### 著錄情況
《蘭亭集序天曆本》曾在下列作品中被提到：
- （明）董其昌《畫禪室隨筆》
- （明）張醜《真跡日錄》
- （明）《南陽法書表》
- （明）汪砢玉《珊瑚網書錄》
- （清）吳升《大觀錄》
- （清）安岐《墨綠匯觀》
- （清）阮元《石渠隨筆》《石渠寶笈‧續編》

清朝，《天曆本》被刻入圓明園「蘭亭八柱」，列為第一。